# Скабарівщина
Скабарі́вщина — село в Україні, у Луцькому районі Волинської області. Входить до складу Горохівської міської громади. Населення становить 0 осіб.

## Історія
Село Скабарівщина засноване в другій половині ХІХ ст. німецькими колоністами.
У 1906 році колонія Підберезської волості Володимир-Волинського повіту Волинської губернії. Відстань від повітового міста 50 верст, від волості 8. Дворів 19, мешканців 127.
У 1941 році німці розстріляли в селі шістьох членів ОУН.
11 січня 2005 р. із Скабарівщини, до сусіднього Полюхна виїхали два останні мешканці.
12 червня 2020 року, відповідно до розпорядження Кабінету Міністрів України № 708-р «Про визначення адміністративних центрів та затвердження територій територіальних громад Волинської області», село увійшло в склад Горохівської міської громади.
19 липня 2020 року, в результаті адміністративно-територіальної реформи та ліквідації Горохівського району, село увійшло до складу новоутвореного Луцького району.

## Населення
Згідно з переписом УРСР 1989 року чисельність наявного населення села становила 38 осіб, з яких 18 чоловіків та 20 жінок.
За переписом населення України 2001 року в селі мешкали 4 особи. 100 % населення вказало своєю рідною мовою українську мову.